# 12469 Katsuura
12469 Katsuura è un asteroide della fascia principale. Scoperto nel 1997, presenta un'orbita caratterizzata da un semiasse maggiore pari a 2,2833534 au e da un'eccentricità di 0,0892505, inclinata di 5,69791° rispetto all'eclittica.
L'asteroide è dedicato all'omonima località giapponese.